# خفاش انگشت‌دراز پترسون
خفاش انگشت‌دراز پترسون (نام علمی: Miniopterus petersoni) نام یک گونه از سرده خفاش‌های بال‌خمیده است.